# Úr bemutatása fatemplom (Garassa)
A garassai Úr bemutatása fatemplom műemlékké nyilvánított épület Romániában, Arad megyében. A romániai műemlékek jegyzékében az  AR-II-m-A-00607 sorszámon szerepel.